# Hitoshi Matsushima
Hitoshi Matsushima (født 30. april 1980) er en tidligere japansk fodboldspiller.
Han har spillet for flere forskellige klubber i sin karriere, herunder Shimizu S-Pulse og Ventforet Kofu.